# Золотоплавниковый суффламен
Золотоплавниковый суффламен (лат. Sufflamen chrysopterum) — морская рыба из семейства спинороговых.

## Описание
Длина тела составляет 30 см. Окраска тела половозрелых животных изменчивая. Окраска тела мальков сверху тёмно-коричневая, снизу белая.

## Распространение
Золотоплавниковый суффламен обитает в лагунах и внешних рифах в Индо-Тихоокеанской области от побережья Восточной и Южной Африки до Японии, острова Лорда-Хау и Самоа. В Красном море и Оманском заливе обитает очень похожий вид Sufflamen albicaudatus. Золотоплавниковый суффламен — это территориальные одиночки, предпочитающие низкие зоны или рифы в форме террасы с открытым песчаным, галечным и скалистым дном и небольшой коралловой растительностью.

## Питание
Рыбы питаются различными донными беспозвоночными.